# 矢橋徳次郎
矢橋 徳次郎（やばし とくじろう、1858年（安政5年）4月1日 - 1927年（昭和2年）1月24日）は、日本の実業家、銀行経営者。「先祖は嵯峨天皇の第12皇子で光源氏の実在モデルの有力候補とされる源融（みなもとのとおる）にまで遡る（アーカイブ）」矢橋家・惣本家の当主。株式会社赤坂銀行・取締役、大垣銀行・取締役。大地主。岐阜県多額納税者。国会議事堂の設計をまとめた中心人物・矢橋賢吉は実弟。

## 略歴
1858年（安政5年）4月1日、美濃赤坂にて矢橋藤十郎の長男として生まれる。国会議事堂の設計をまとめた中心人物・矢橋賢吉は次弟。
1878年（明治11年）9月、家督を相続する。岐阜県屈指の大地主。岐阜県最多額納税者となる。
1874年以降県会議員に3期当選、美濃実業銀行、高須貯蓄銀行、赤坂銀行及び大垣銀行などの取締役を務めた。

## 系譜

### 江戸中期 (分立) 以前
- 十世祖父 - 矢橋彦十郎（1625年2月8日没。昌嫡男 小字吉。室長松城主渡部筑前守女。桓武天皇第二皇子の嵯峨天皇にまで遡るとされる系譜 (「註釈一覧 3) 矢橋家」)。「為織田信長公加勢致シ、於江州矢橋手柄有之、天文ノ頃浪人ト成、天正元酉年濃州赤坂ニ住ス、父渡辺新左ェ門尉江州矢橋ニ住ス、故ニ後在名ヲ以テ矢橋ヲ名乗」とある。）
- 九世祖父 - 矢橋四郎右衛門（1631年8月5日没。父迪十郎改姓後代々矢橋ヲ名乗。字喜。室高屋道意妹他。）
- 八世祖父 - 矢橋四郎右衛門（1685年2月20日没。旧 小字長吉。室矢橋太兵衛女）
- 七世祖父 - 矢橋三郎兵衛（1691年6月28日没。垂 号交慰。室矢橋久左衛門女）
- 六世祖父 - 矢橋藤十郎（1722年11月18日没。孝 号木巴。室大垣川村太郎ェ門女。）

### 江戸中期 (分立) 以後

#### 惣本家
- 鼻祖（五世祖父） - 矢橋藤十郎（六世祖父・矢橋藤十郎（1722年11月18日没。孝 号木巴。）の実子。本家始祖・矢橋三郎兵衛（1761年11月22日没、元連 小字徳四郎。）の実兄。1775年8月晦没。宅教 小字惣四郎 号李明。「矢橋惣本家 今称東矢橋又辻矢橋」。室矢橋久左ェ門女。）
- 高祖父 - 矢橋藤十郎（1806年5月2日没。小字惣太郎 後隠居改友仙。年77）
- 曾祖父 - 矢橋藤十郎（1827年10月16日没。字子交 小字太郎吉 号丹陽又号酔月楼。年72）
- 祖父 - 矢橋彦十郎（1833年6月4日没。字交翰 小字弥吉後改培介 号鳥江 柳家とも。年45。）

##### 【父母の世代】
- 父 - 矢橋藤十郎（1894年3月12日没。小字増次郎 号十衛。室矢橋宗太郎二女勝後改幾世）
- 母 - 矢橋幾世（1911年4月7日没。矢橋本家当主・矢橋宗太郎二女。行年79。）

##### 【同世代】
- 長弟 - 矢橋為吉（生年不詳-1936年1月没。1893年4月より1901年3月まで、大垣市赤坂村 (同村は1901年5月21日より町制施行) 赤坂尋常高等小学校校長）
- 次弟 - 矢橋賢吉（1869年10月、美濃赤坂生まれ。営繕官僚、建築家。国会議事堂の設計をまとめた中心人物。国会議事堂建設営繕組織の中心人物〈国会議事堂#歴史#国会議事堂と建築家 及び #営繕組織参照〉。近代公共建築を支えた中心人物。）
妻 - 矢橋すて（1880年生まれ。1959年5月25日没。行年80）

##### 【子の世代】
- 長男 - 矢橋敏郎（1891年10月27日生まれ。1993年5月29日没。行年103）
- 二男 - 矢橋郁二（伊東郁二）
- 甥（長弟・為吉の実子） - 矢橋潤二（1952年没。行年61）
- 姪(次弟・賢吉の実子） - きみ（1896年2月10日生。1967年12月9日没。行年71）

#### 本家
- 鼻祖 - 矢橋三郎兵衛（六世祖父・矢橋藤十郎（1722年11月18日没。孝 号木巴。）の実子。惣本家始祖・五世祖父・矢橋藤十郎 (1775年8月晦没。宅教 小字惣四郎)の実弟。1761年11月22日没。元連 小字徳四郎 号李仙。寿50。室京都人図司多美。）

#### 遠縁
- 遠縁 - 所郁太郎 (美濃赤坂生まれ。蘭方医、幕末の志士。1838年造り酒屋・矢橋亦一 (美濃赤坂宿 ■所郁太郎■矢橋家) の四男。梁川星巌と親交。適塾塾頭。井上馨の救命、高杉晋作への協力で知られる。)

## 家系図
「矢橋家家系図」によれば、矢橋家（惣本家・本家・南矢橋・北矢橋）は、嵯峨天皇・源融（紫式部『源氏物語』の主人公光源氏の実在モデルの有力候補）まで遡る。
- 《惣本家》矢橋藤十郎・幾世
  - 矢橋徳次郎（大地主、岐阜縣多額納税者、株式會社赤坂銀行、株式會社大垣銀行各取締役等）[5]
    - 矢橋敏郎
    - 矢橋郁二
    - 矢橋省三
    - 矢橋和夫
    - 矢橋豊二

  - 矢橋為吉
  - 矢橋賢吉（大蔵官僚、国会議事堂設計の中心人物、叙正三位、勲二等旭日重光章受章）
    - 矢橋きみ
- 《本家》矢橋宗太郎（廃藩置県の際、徳川家康が織田信長の岐阜城千畳敷御殿を移築し造営させたお茶屋屋敷の払下げを受く）
  - 矢橋敬吉
    - 矢橋龍吉
      - 矢橋龍太郎・茅子（ミツカン酢創業家・中埜家の出身〈第6代の二女〉）[13]
        - 矢橋龍宜

    - 矢橋次郎
      - 矢橋宗一
        - 矢橋慎哉
        - 矢橋哲郎

      - 矢橋恒男
      - 原乙彦（旧姓・矢橋）

  - 矢橋幾世・藤十郎
    - 矢橋徳次郎
    - 矢橋賢吉

  - 矢橋友吉
    - 矢橋厚一郎
      - 矢橋徳太郎（世界最高の精度を誇る日時計の考案者、CBCクラブ文化賞受賞、鯱光会顕彰者）

  - 矢橋亮吉（1946年に昭和天皇のご訪問〈行幸〉、1965年に皇太子〈のちに天皇・上皇〉のご訪問〈行啓〉があった矢橋大理石の創業者）
    - 矢橋太郎
      - 矢橋浩吉（揖斐川電気工業〈現・イビデン〉社長、勲三等瑞宝章受章）

    - 矢橋次雄
    - 矢橋五郎
      - 矢橋謙一郎
      - 矢橋昭三郎[2]

    - 矢橋六郎（JR名古屋駅新幹線口にあった壁画「日月と東海の四季」を描いた洋画家、中日文化賞受賞）
    - 桑原孝子・善吉(真一)[14]（十六銀行頭取）

遠縁：所郁太郎（実父・矢橋亦一、養父・所伊織）（大垣藩の生まれ、適塾塾頭、暗殺者に襲われた元勲・井上馨を治療した医師、幕末の志士、高杉晋作の参謀、長州藩遊撃隊軍監、従四位追叙）